# David Obua
David Obua (* 10. April 1984 in Kampala) ist ein ugandischer Fußballspieler, der zuletzt in Schottland bei Heart of Midlothian aktiv war.

## Vereinskarriere
Im Jahr 2005 wechselte Obua zu den Kaizer Chiefs aus Südafrika. In seiner ersten Saison dort (2006/07) gewann er die Meisterschaft und den südafrikanischen Player of the Year Award.
Nach Ablauf seines Vertrages bei den Kaizer Chiefs wechselte er im Sommer 2008 ablösefrei in die Scottish Premier League zu Heart of Midlothian. Sein Debüt gab er gegen den FC St. Mirren. Nachdem sein auslaufender Vertrag bei den Schotten nicht verlängert wurde, ist er seit Sommer 2012 vereinslos.
Für Uganda spielt er seit 2001 im Nationaldress.

## Familie
David Obua ist der Sohn von Denis Obua, der für Uganda bei der Fußball-Afrikameisterschaft 1978 spielte. Sein Onkel John Akii-Bua war bei den Olympischen Sommerspielen 1972 in München durch den Gewinn im 400-Meter-Hürdenlauf in Weltrekordzeit (47,82 Sek.) der erste Olympiasieger aus Uganda.